# Club de Futbol Joventut de Mollerussa
El Club de Futbol Joventut Mollerussa és un club de futbol de la ciutat de Mollerussa a la comarca del Pla d'Urgell, a Catalunya.

## Història
A Mollerussa el futbol arriba el 1920 amb la creació de l'Sporting Club Mollerussa. El 5 de novembre de 1922participà en una competició organitzada, juntament amb set equips més (Tàrrega, Cervera, SD del Segre, Borges, CF Miralcamp, Lleida i Bellvís). El debut oficial al Campionat Provincial fou la temporada 1922-1923. L'equip va desaparèixer a finals dels anys 20.
El 30 d'abril de 1930 es va inscriure a la Federació Catalana com a Futbol Club Mollerussa, essent president Josep Fontanet Bosch. El club competí a les categories d'aficionats passant, la temporada 1944-45, a primera territorial B, i el 1951 a preferent.
El 6 de novembre de 1953 adoptà el nom de Club de Futbol Jovent Mollerussa i l'uniforme blanc amb pantaló blau. El Camp Municipal d'Esports fou inaugurat el 8 de setembre de 1968 amb un partit enfront del CF Reddis (amb 3-0 a favor dels de Mollerussa).
Els anys setanta el C.F.J. va jugar a segona regional fins a la temporada 1979-80, que va pujar a segona A. És a partir d'aquest que el club viu la millor etapa de la seva història que culmina l'any 1988 amb l'ascens a Segona divisió espanyola de futbol, però va quedar cuer en la seva primera i única temporada. La temporada 1983-84 assoleix per primer cop l'ascens a Tercera Divisió, inici d'una brillant època que continua amb la participació a Segona B el 1987-88 i a Segona A el 1988-89. El club fou nomenat millor entitat esportiva de Catalunya del 1988. El president d'aquesta època gloriosa era Joan Miró (1983-1991). Els problemes econòmics el van fer descendir fins a les categories inferiors catalanes.

## Dades del club
- Temporades a Segona Divisió A: 1 (1988-89)
- Temporades a Segona Divisió B: 4 (1987-88, 1989-90, 1990-91 i 1991-92)
- Temporades a Tercera Divisió: 4 (1984-85, 1985-86, 1986-87 i 1992-93)

## Històric de temporades
- 1984/85: Tercera Divisió - 17è
- 1985/86: Tercera Divisió - 1r
- 1986/87: Tercera Divisió - 2n
- 1987/88: Segona Divisió B - 1r
- 1988/89: Segona Divisió A - 20è
- 1989/90: Segona Divisió B - 3r
- 1990/91: Segona Divisió B - 10è
- 1991/92: Segona Divisió B - 19è
- 1992/93: Tercera Divisió - 20è
- 1993/94: Primera divisió catalana - 11è
- 2007/08: Preferent Territorial (Grup 2) - 18è
- 2008/09: Primera Territorial (Grup 5) - 2n
- 2009/10: Preferent Territorial (Grup 2) - 10è
- 2010/11: Preferent Territorial (Grup 2) - 10è
- 2011/12: Segona Catalana (Grup 5) - 11è

## Palmarès
- Segona Divisió B: 1988
- 3a divisió grup V : 1985-86
- Primera Catalana: 2021 IIB
- Segona Catalana: 1983 II, 1999 V, 2004 V, 2007 V, 2014 V, 2018 V